# Psychotria vesciculifera
Psychotria vesciculifera là một loài thực vật có hoa trong họ Thiến thảo. Loài này được C.M.Taylor miêu tả khoa học đầu tiên năm 1997.